# Chana Masala

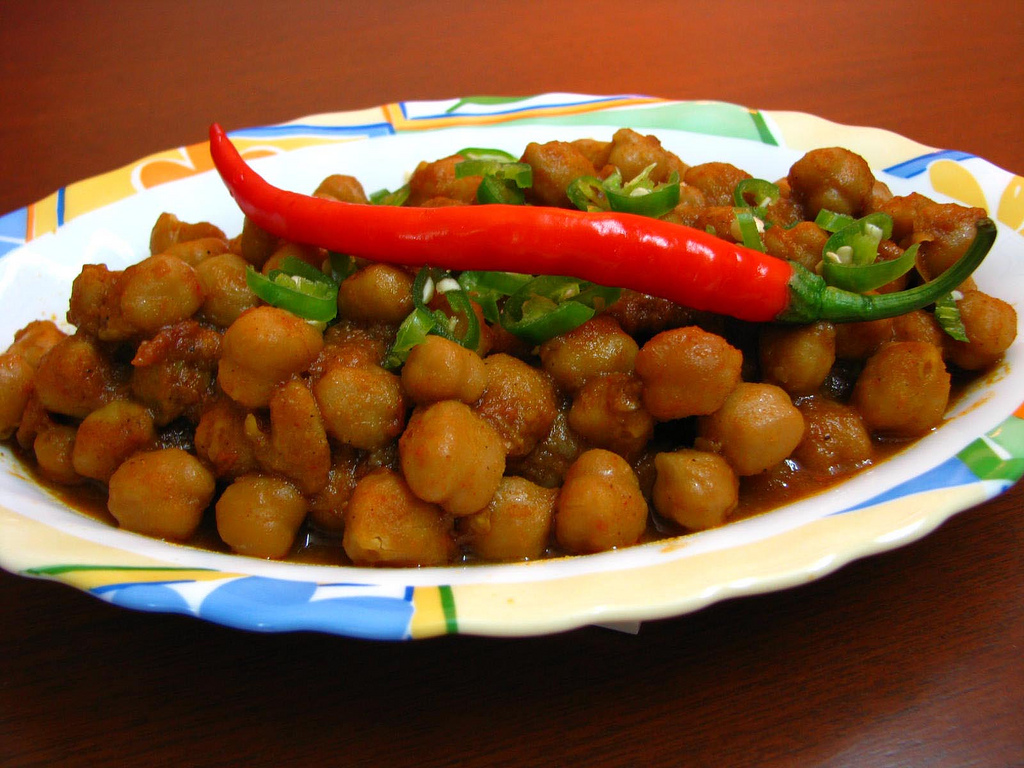
Chana masala

Chana Masala (Hindi चना मसाला, Panjabi ਚਣਾ ਮਸਾਲਾ canā masālā) oder auch Chole (Hindi छोले chole) ist ein auf dem indischen Subkontinent weit verbreitetes Curry.
Chana Dal heißt übersetzt Kichererbsen nach der Hauptzutat. Das häufig eher trockene Curry zeichnet sich durch seine typische Schärfe und leichte Säure aus, die auf die Verwendung von Tomaten und Zitronensaft zurückzuführen ist. Traditionell wird es in Kombination mit Kulcha oder Bhatura gereicht.

## Zutaten
Neben Kichererbsen macht typischerweise die Verwendung von Tomaten und Zwiebeln ein Chole bzw. Chana Masala aus.
Die gleichnamige Gewürzmischung Chana Masala beinhaltet in der Regel warme, intensive und fruchtige Gewürze: Kreuzkümmel, Koriander, Zimt, Nelken, schwarzer Kardamom, Königskümmel, schwarzer Pfeffer, Lorbeerblätter, Chillies, Bockshornklee, Granatapfelsamen, Mango, Ingwer und schwarzes Salz. Diese Mischung wird für ein Dal aus Kichererbsen benutzt.

## Verbreitung

### Indien
Chana Masala ist vor allem im nordindischen Punjab verbreitet.
Dort wird es traditionell mit Bhatura oder Kulcha gereicht.

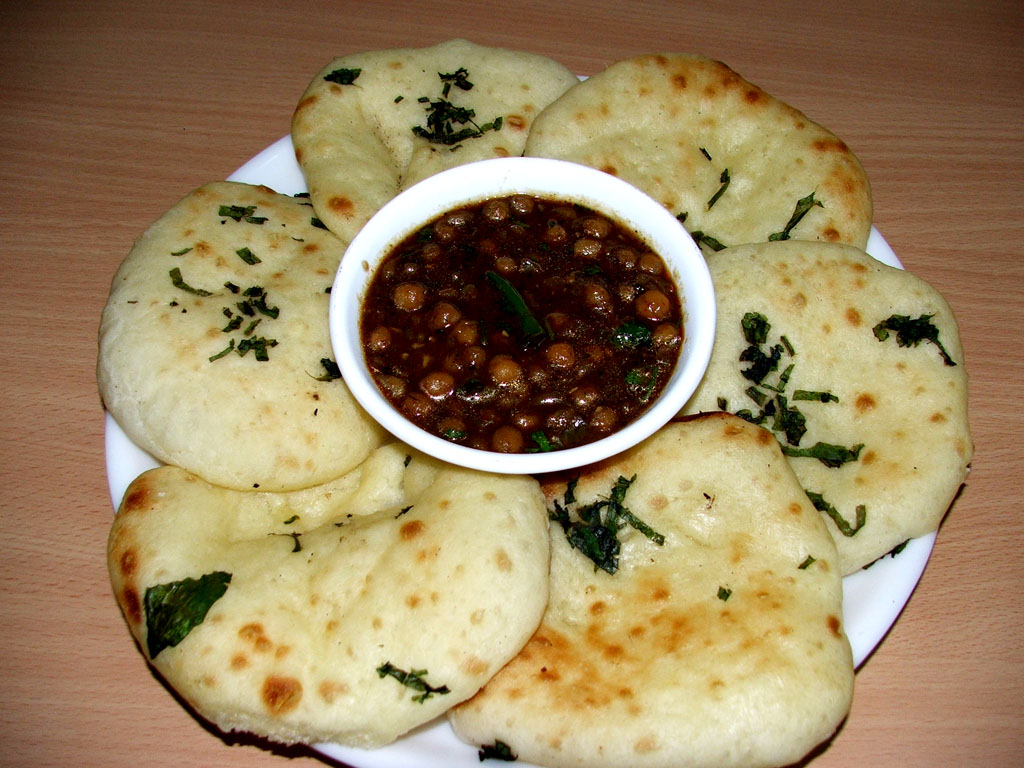
Chana masala mit Kulchabroten

Es wird weithin von Straßenhändlern verkauft, aber auch in hochwertigen Restaurants angeboten.
In Bombay serviert man es in einer dicken sauren Soße aus Sahne, Knoblauch und Tamarinde.

### Pakistan
In Pakistan existiert eine weit verbreitete Variante des Gerichts unter dem Namen Alu Chole (Chole mit Kartoffeln) und wird als Snack besonders in Großstädten wie beispielsweise Karatschi oder Lahore angeboten.

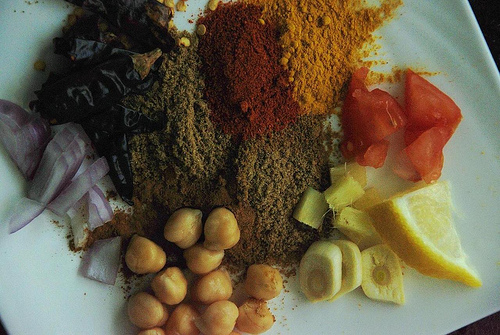
Typische Zutaten des Chana masala

### Weitere Länder
International ist Chole mittlerweile auch als mikrowellengeeignetes Fertiggericht verbreitet und wird von diversen Herstellern unter verschiedenen Produktnamen angeboten.